# Sainte-Gemmes-le-Robert
Sainte-Gemmes-le-Robert ist eine französische Gemeinde mit 770 Einwohnern (Stand 1. Januar 2022) im Département Mayenne in der Region Pays de la Loire. Sie gehört zum Arrondissement Mayenne und zum Kanton Évron.

## Bevölkerungsentwicklung
| Jahr      | 1962 | 1968 | 1975 | 1982 | 1990 | 1999 | 2009 | 2019 |
| Einwohner | 817  | 764  | 720  | 730  | 771  | 780  | 850  | 798  |

## Sehenswürdigkeiten
- Schloss Le Plessis.Buret
- Rubricaire, gallo-römische Siedlung
- Kirche Sainte-Gemmes

## Persönlichkeiten
- Pierre de Hérisson, Seigneur du Plessis-Buret, 1481 bezeugt, † vor 1485
- Frédéric Chauveau (1877–1963), Maler, geboren in Sainte-Gemmes